# Ricinocarpos
Ricinocarpos is een geslacht uit de wolfsmelkfamilie (Euphorbiaceae). De soorten komen voor in Australië.

## Soorten
- Ricinocarpos bowmanii F.Muell.
- Ricinocarpos brevis R.J.F.Hend. & Mollemans
- Ricinocarpos canianus Halford & R.J.F.Hend.
- Ricinocarpos crispatus Halford & R.J.F.Hend.
- Ricinocarpos cyanescens Müll.Arg.
- Ricinocarpos digynus Hislop & Wege
- Ricinocarpos glaucus Endl.
- Ricinocarpos gloria-medii J.H.Willis
- Ricinocarpos graniticus Halford & R.J.F.Hend.
- Ricinocarpos ledifolius F.Muell.
- Ricinocarpos linearifolius Halford & R.J.F.Hend.
- Ricinocarpos marginatus Benth.
- Ricinocarpos megalocarpus Halford & R.J.F.Hend.
- Ricinocarpos muricatus Müll.Arg.
- Ricinocarpos oliganthus Halford & R.J.F.Hend.
- Ricinocarpos pilifer Halford & R.J.F.Hend.
- Ricinocarpos pinifolius Desf.
- Ricinocarpos psilocladus (Müll.Arg.) Benth.
- Ricinocarpos rosmarinifolius Benth.
- Ricinocarpos ruminatus Halford & R.J.F.Hend.
- Ricinocarpos speciosus Müll.Arg.
- Ricinocarpos stylosus Diels
- Ricinocarpos trachyphyllus Halford & R.J.F.Hend.
- Ricinocarpos trichophorus Müll.Arg.
- Ricinocarpos trichophyllus Halford & R.J.F.Hend.
- Ricinocarpos tuberculatus Müll.Arg.
- Ricinocarpos undulatus Lehm.
- Ricinocarpos velutinus F.Muell.
- Ricinocarpos verrucosus Halford & R.J.F.Hend.

... · 
Acalypha · 
Adriana · 
Agrostistachys · 
Alchornea · 
Aleurites · 
Anthostema · 
Blachia · 
Chrozophora · 
Cnidosculus · 
Croton · 
Dalechampia · 
Euphorbia (Wolfsmelk) · 
Hevea · 
Hieronyma · 
Hippomane · 
Homalanthus · 
Hura · 
Hylandia · 
Jatropha · 
Mabea · 
Macaranga · 
Mallotus · 
Manihot · 
Mercurialis (Bingelkruid) · 
Plukenetia · 
Ricinus · 
Sebastiania · 
Shirakiopsis · 
Tragia · 
...